# Karl Menger
Karl Menger (Vienna, 13 gennaio 1902 – Highland Park, 5 ottobre 1985) è stato un matematico austriaco.
Figlio del noto economista Carl Menger, è noto soprattutto per il teorema che porta il suo nome, il teorema di Menger. Ha condotto importanti studi su algebra, geometria, teoria delle curve, teoria delle dimensioni e teoria dei giochi.

## Biografia
Menger è stato studente di Hans Hahn e ha conseguito il dottorato presso l'università di Vienna nel 1924, andando poi ad insegnare presso l'università di Amsterdam su invito di Luitzen Egbertus Jan Brouwer. Nel 1925 tornò a Vienna e ottenne la docenza nel 1928. Ha insegnato presso l'università di Notre Dame tra il 1937 e il 1946, quando iniziò ad insegnare al Illinois Institute of Technology di Chicago, dove rimase fino al 1971.

## Contributi alla matematica

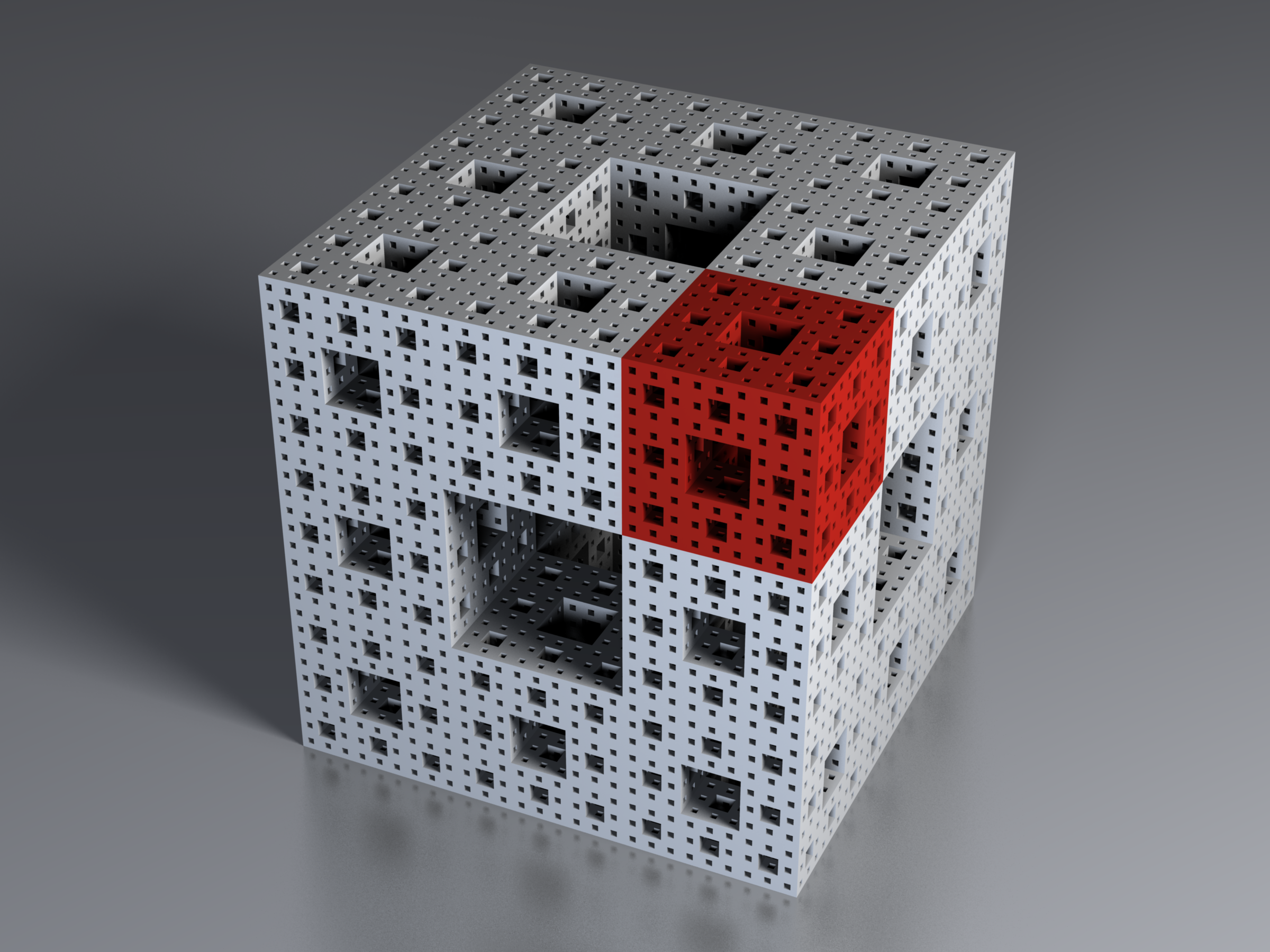
Spugna di Menger.

Il suo contributo più famoso è la definizione della spugna di Menger, una versione tridimensionale del tappeto di Sierpinski.
Assieme ad Arthur Cayley, Menger è considerato il padre della geometria della distanza, soprattutto per il fatto di avere formalizzato le definizioni di angolo e curvatura in termini di distanze fisiche misurabili. Le caratteristiche espressioni matematiche che compaiono in queste definizioni sono i determinanti di Cayley-Menger.
Fu un membro attivo del Circolo di Vienna, dove si discuteva negli anni venti del XX secolo di importanti questioni relative alle scienze sociali e alla filosofia. In quel periodo ottenne importanti risultati nello studio del paradosso di San Pietroburgo, con interessanti applicazioni alla teoria dell'utilità in economia. Successivamente contribuì allo sviluppo della teoria dei giochi, assieme ad Oskar Morgenstern.

## Eventi dedicati
L'Illinois Institute of Technology, dove Menger insegnò per 25 anni, ospita annualmente un evento a lui dedicato, l'IIT Karl Menger Lecture, ed offre ogni anno il premio IIT Karl Menger Student Award ad uno studente che mostri risultati eccezionali.
.